# Agarodes logani
Agarodes logani là một loài Trichoptera trong họ Sericostomatidae. Chúng phân bố ở miền Tân bắc.